# Дубинський заказник
Дуби́нський заказник — ботанічний заказник місцевого значення в Україні. Розташований у межах Роменського району Сумської області, біля села Дубина. 
Площа 39,4 га. Як об'єкт ПЗФ створений 26.05.2004 року. Охороняється в природному стані лучно-степова ділянка. Розташований в глибокій балці на околиці села. Місцезростання популяцій видів рослин, занесених до ЧКУ (сон чорніючий, ковила волосиста), видів рослин, занесених до обласного червоного списку (горицвіт весняний).